# Rhyacophila motakanta
Rhyacophila motakanta är en nattsländeart som beskrevs av Schmid 1970. Rhyacophila motakanta ingår i släktet Rhyacophila och familjen rovnattsländor. Inga underarter finns listade i Catalogue of Life.